# Brauneberg

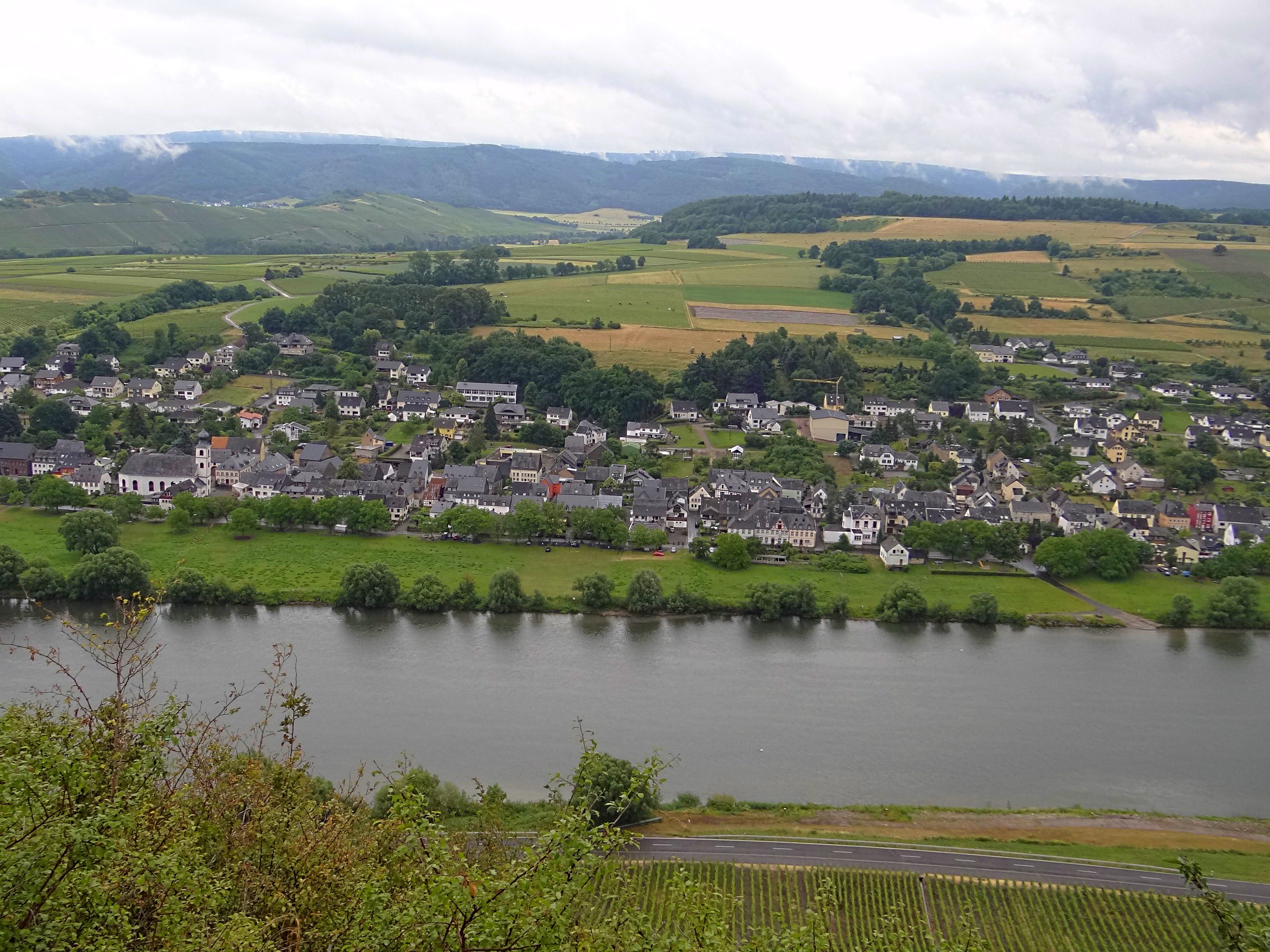
Brauneberg

Brauneberg is een plaats in de Duitse deelstaat Rijnland-Palts, en maakt deel uit van de Landkreis Bernkastel-Wittlich. Brauneberg ligt op de rechteroever van de Moezel en telt 1.129 inwoners.

## Bestuur
De plaats is een Ortsgemeinde en maakt deel uit van de Verbandsgemeinde Bernkastel-Kues.